# Cantonès

Dialectes ping i yue: el cantonès és representat en rosa (Hong Kong, Macau, Guangxu i Wuzhou) i els dos dialectes de la llengua ping (Nanning i Gulin), en marró i groc.

El cantonès o cantonés és la variant estandarditzada i de prestigi de la llengua yue, una de les llengües xineses, que es parla a la ciutat de Canton (actualment Guangzhou) i al seu voltant, al sud de la Xina. També el parla la majoria dels habitants de Hong Kong i Macau, i com a lingua franca a la província de Guangdong, est de la província de Guangxi i zones properes. A les "regions especials" de Hong Kong i Macau és l'idioma oficial del govern i l'ensenyament conjuntament amb l'anglès i el portuguès, respectivament. També el parlen els emigrants cantonesos a tot arreu del món especialment al Canadà, al Perú, a Panamà, als Estats Units, a Austràlia i a Àsia meridional.
El cantonès comparteix molt de vocabulari i estructures gramaticals amb el xinès mandarí però no són mútuament intel·ligibles.
Pel seu estatus de dialecte de prestigi sovint se l'anomena "cantonès estàndard" (en xinès:標準粵語 标准粤语 biu¹zeon² jyut⁶jyu⁵ romanitzat en Guandong com：Biu1 zên2 yud6 yu5).

## Història
Durant el període Southern Song, Guangzhou es va convertir en el centre cultural de la regió. El cantonès va sorgir com la varietat de prestigi del xinès Yue quan la ciutat portuària de Guangzhou, al delta del riu Perla, es va convertir en el port més gran de la Xina, amb una xarxa comercial que s'estenia fins a Aràbia. El cantonès també es va utilitzar en els gèneres populars de cançons populars Yuè'ōu, Mùyú i Nányīn, així com l'òpera cantonesa. A més, es va desenvolupar una literatura clàssica diferent en cantonès, amb textos en xinès mitjà sonant més semblants al cantonès modern que altres varietats xineses actuals, inclòs el mandarí.
Quan Guangzhou es va convertir en el centre comercial clau de la Xina per al comerç exterior i l'intercanvi a la dècada de 1700, el cantonès es va convertir en la varietat de xinesos que més interactuaven amb el món occidental. Al voltant d'aquest període i continuant fins a la dècada de 1900, els avantpassats de la majoria de la població de Hong Kong i Macau van arribar des de Guangzhou i les àrees circumdants després de ser cedits a Gran Bretanya i Portugal, respectivament.
A la Xina continental, el mandarí estàndard s'ha promocionat molt com a mitjà d'ensenyament a les escoles i com a llengua oficial, especialment després de la presa de poder comunista el 1949. Mentrestant, el cantonès ha continuat sent la varietat oficial de xinès a Hong Kong i Macau, tant durant com a Macau. després del període colonial.

## Distribució geogràfica

###### Hong Kong
Les llengües oficials de Hong Kong són el xinès i l'anglès, tal com es defineix a la Llei bàsica de Hong Kong. La llengua xinesa té moltes varietats diferents, de les quals el cantonès és una. Donat el predomini tradicional del cantonès a Hong Kong, és la forma parlada oficial de facto de la llengua xinesa que s'utilitza al govern de Hong Kong i a tots els tribunals. També s'utilitza com a mitjà d'ensenyament a les escoles, juntament amb l'anglès.

###### Xina
El cantonès es va desenvolupar per primera vegada al voltant de la ciutat portuària de Guangzhou a la regió del delta del riu Perla al sud-est de la Xina. A causa del paper de llarga data de la ciutat com a centre cultural important, el cantonès va sorgir com el dialecte de prestigi de les varietats xineses Yue a la dinastia Song del Sud i el seu ús es va estendre per la major part del que ara són les províncies de Guangdong i Guangxi.
Malgrat la cessió de Macau a Portugal el 1557 i Hong Kong a la Gran Bretanya el 1842, la població ètnica xinesa dels dos territoris es va originar en gran part a partir de la immigració dels segles xix i xx procedents de Guangzhou i les zones circumdants, fent del cantonès la llengua xinesa predominant als territoris. Al continent, el cantonès va continuar servint com a llengua franca de les províncies de Guangdong i Guangxi fins i tot després que el mandarí fos convertit en llengua oficial del govern per part de la dinastia Qing a principis dels anys 1900. El cantonès va seguir sent una llengua dominant i influent al sud-est de la Xina fins a l'establiment de la República Popular de la Xina el 1949 i la seva promoció del xinès mandarí estàndard com a única llengua oficial de la nació durant l'última meitat del segle xx, encara que la seva influència encara es manté. fort dins la regió.
Mentre que el govern xinès fomenta l'ús del mandarí estàndard en comptes de les varietats locals de xinès a les emissions, el cantonès gaudeix d'una posició relativament més alta que altres llengües xineses, amb els seus propis mitjans i ús en transport públic a la província de Guangdong. A més, també és un mitjà d'ensenyament en currículums acadèmics selectes, inclosos alguns cursos optatius universitaris i programes de xinès com a llengua estrangera. L'ús permès del cantonès a la Xina continental és en gran manera una contramesura contra la influència de Hong Kong, ja que el territori autònom té dret a la llibertat de premsa i d'expressió i els seus mitjans de comunicació en cantonès tenen una exposició i seguiment substancials a Guangdong.
No obstant això, el lloc de la llengua i la cultura cantoneses locals segueix sent controvertit, com amb altres llengües xineses no mandaríes. Una proposta de 2010 per canviar part de la programació de la televisió de Guangzhou del cantonès al mandarí es va abandonar després de protestes públiques massives, les més grans des de les protestes de la plaça de Tiananmen de 1989. Com a principal centre econòmic de la Xina, hi ha hagut preocupació que l'ús del cantonès a Guangzhou està disminuint a favor del mandarí, tant per l'afluència contínua de migrants que parlen mandarí procedents de zones empobrides com per polítiques governamentals estrictes. Com a resultat, els nadius estan donant al cantonès un estatus més important que mai com a identitat comuna de la població local. Això ha donat lloc a iniciatives per reviure la llengua, com ara la seva introducció als currículums escolars i programes de producció local als mitjans de comunicació.

### Sud-est asiàtic
El cantonès ha servit històricament com a lingua franca entre els xinesos d'ultramar del sud-est asiàtic, que parlen una varietat d'altres formes de xinès com hokkien, teochew i hakka. A més, els mitjans de comunicació cantonès i la cultura popular de Hong Kong són populars a tota la regió.

###### Vietnam
Al Vietnam, el cantonès és la llengua dominant de la principal comunitat ètnica xinesa, normalment anomenada Hoa, que compta amb un milió de persones i constitueix un dels grups minoritaris més grans del país. Més de la meitat de la població ètnica xinesa al Vietnam parla el cantonès com a llengua nativa i la varietat també serveix com a llengua franca entre els diferents grups dialectals xinesos. Molts parlants reflecteixen la seva exposició al vietnamita amb un accent vietnamita o una tendència a canviar de codi entre cantonès i vietnamita.

###### Malàisia
A Malàisia, el cantonès es parla àmpliament entre la comunitat xinesa de Malàisia a la capital de Kuala Lumpur i les zones circumdants de la Vall Klang (Petaling Jaya, Ampang, Cheras, Selayang, Sungai Buloh, Puchong, Shah Alam, Kajang, Bangi i Subang Jaya). La llengua també es parla àmpliament també a la ciutat de Sekinchan al districte de Sabak Bernam situat a la part nord de l'estat de Selangor i també a l'estat de Perak, especialment a la capital de l'estat d'Ipoh i les ciutats circumdants de Gopeng. Batu Gajah i Kampar de la regió de la vall de Kinta més les ciutats de Tapah i Bidor a la part sud de l'estat de Perak, i també es parla àmpliament a la ciutat de Sandakan, a l'est de Sabahan, així com a les ciutats de Kuantan, Raub, Bentong i Temerloh. i Mentakab a l'estat de Pahang, i també es troben en altres zones com Sarikei, Sarawak i Mersing, Johor.
Encara que l'hokkien és la varietat de xinès més parlada de manera nativa i el mandarí és el mitjà d'educació a les escoles de llengua xinesa, el cantonès té una gran influència en els mitjans de comunicació locals xinesos i és utilitzat en el comerç pels xinesos malaisians.
A causa de la popularitat de la cultura popular de Hong Kong, especialment a través de sèries de drama i música popular, els xinesos entenen àmpliament el cantonès a totes les parts de Malàisia, tot i que una gran proporció de la població xinesa de Malàisia no és cantonesa. Les cadenes de televisió de Malàisia emeten regularment programes de televisió de Hong Kong amb la seva banda sonora i àudio cantoneses originals. La ràdio cantonesa també està disponible a la nació i el cantonès és freqüent a la televisió xinesa de producció local.
El cantonès parlat a Malàisia i Singapur sovint presenta influències del malai i d'altres varietats xineses parlades al país, com hokkien i teochew.

###### Singapur
El govern de Singapur utilitza el mandarí com a varietat oficial xinesa i té una campanya Parla mandarí (SMC) que busca promoure activament l'ús del mandarí a costa d'altres varietats xineses. Una mica més del 15% de les llars xineses de Singapur parlen cantonès. Malgrat que el govern promou activament l'SMC, la comunitat xinesa de parla cantonesa ha tingut relativament èxit a l'hora de preservar la seva llengua del mandarí en comparació amb altres grups dialectals.
En particular, tots els programes de televisió i ràdio xinesos no mandarins produïts a nivell nacional es van aturar després de 1979. El primer ministre, Lee Kuan Yew, llavors, també va deixar de fer discursos en Hokkien per evitar donar senyals conflictius a la gent. Els drames de Hong Kong (cantonès) i taiwanesos no estan disponibles en la seva forma no traduïda a la televisió en directe, tot i que les sèries de drama en idiomes no xinesos estan disponibles en els seus idiomes originals. Les sèries dramàtiques cantoneses als canals de televisió terrestres es doblen en mandarí i s'emeten sense l'àudio i la banda sonora cantoneses originals. Tanmateix, els originals poden estar disponibles a través d'altres fonts, com ara la televisió per cable i els vídeos en línia.
A més, una branca de SMC és la traducció a Hanyu Pinyin de certs termes originats a partir de varietats del sud de la Xina. Per exemple, el dim sum es coneix sovint com diǎn xīn als mitjans de comunicació en anglès de Singapur, encara que això és en gran part una qüestió d'estil, i la majoria dels Singapuresos encara s'hi referiran com a dim sum quan parlen anglès.
No obstant això, des que la restricció governamental sobre els mitjans en varietats no mandarines es va relaxar a mitjans dels anys noranta i els anys 2000, la presència del cantonès a Singapur ha crescut substancialment. Formes de cultura popular de Hong Kong, com les sèries de televisió, el cinema i la música pop, s'han fet populars a la societat de Singapur, i les versions originals no doblades dels mitjans de comunicació es van fer àmpliament disponibles. En conseqüència, el nombre de xinesos de Singapur no cantonès que són capaços d'entendre o parlar el cantonès en certa manera està creixent, amb una sèrie d'instituts educatius que ofereixen el cantonès com a curs d'idioma electiu.

###### Cambodja
El cantonès s'utilitza àmpliament com a llengua intercomunitària entre els cambodjans xinesos, especialment a Phnom Penh i altres zones urbanes. Mentre que els parlants de teochew formen la majoria de la població xinesa a Cambodja, el cantonès s'utilitza sovint com a llengua vernácula en el comerç i amb altres grups de variants xineses a la nació. Les escoles de llengua xinesa a Cambodja es fan tant en cantonès com en mandarí, però les escoles es poden fer exclusivament en una variant xinesa o una altra.

###### Tailàndia
Si bé Tailàndia és la llar de la comunitat xinesa d'ultramar més gran del món, la gran majoria dels xinesos ètnics del país parlen exclusivament tailandès. Entre les llars tailandeses de parla xinesa, el cantonès és la quarta varietat xinesa més parlada després del teochew, el hakka i el hainanès. No obstant això, dins del sector comercial xinès tailandès, serveix com a llengua comuna juntament amb el teochew o el tailandès. Les escoles de llengua xinesa a Tailàndia també s'han dut a terme tradicionalment en cantonès. A més, el cantonès serveix com a llengua franca amb altres comunitats xineses de la regió.

###### Indonèsia
A Indonèsia, el cantonès es coneix localment com a Konghu i és una de les variants parlades per la comunitat xinesa indonèsia, amb parlants concentrats en gran part a ciutats importants com Jakarta, Surabaya i Batam. No obstant això, té una presència relativament menor en comparació amb altres nacions del sud-est asiàtic, sent la quarta varietat xinesa més parlada després de Hokkien, Hakka i Teochew.

### Amèrica del nord

###### Estats Units
458.840 nord-americans parlaven cantonès a casa segons una enquesta de la comunitat nord-americana de 2005-2009.
Durant un període de 150 anys, Guangdong ha estat el lloc d'origen de la majoria dels emigrants xinesos a les nacions occidentals; un comtat costaner, Taishan (o Tóisàn, on es parla la varietat Sìyì o sei yap de Yue), només pot ser l'origen de la gran majoria dels immigrants xinesos als Estats Units abans de 1965. Com a resultat, les llengües Yue com el cantonès i el la varietat estretament relacionada de Taishanese han estat les principals varietats xineses parlades tradicionalment als Estats Units.
La variant Zhongshan del cantonès, originada al delta occidental del riu Perla, és parlada per molts immigrants xinesos a Hawaii, i alguns a San Francisco i al delta del riu Sacramento. És una varietat Yuehai molt semblant al cantonès de Guangzhou, però té tons "més plans". El xinès és la segona llengua no anglesa més parlada als Estats Units quan es combinen tant el cantonès com el mandarí, per darrere del castellà. Molts instituts d'educació superior han tingut tradicionalment programes xinesos basats en el cantonès, i alguns continuen oferint aquests programes malgrat l'auge del mandarí. La romanització més popular per aprendre cantonès als Estats Units és la romanització de Yale.
La majoria dels emigrants xinesos tenen tradicionalment el seu origen a Guangdong i Guangxi, així com de Hong Kong i Macau (a partir de la segona meitat del segle XX i abans del traspàs) i del sud-est asiàtic, amb el cantonès com a llengua materna. No obstant això, els immigrants més recents arriben de la resta de la Xina continental i Taiwan i sovint parlen mandarí estàndard (putonghua) com a llengua materna, encara que alguns també poden parlar la seva varietat local nativa, com ara el xangaiès, el hokkien, Fuzhounese, Hakka, etc. Com a resultat, el mandarí és cada cop més comú entre la comunitat xinesa americana.
L'augment de comunitats que parlen mandarí ha donat lloc a l'augment de barris o enclavaments separats segregats per la varietat primària xinesa parlada. Els estatus socioeconòmics també són un factor. Per exemple, a la ciutat de Nova York, el cantonès encara predomina a la part més antiga i tradicional de l'oest de Chinatown a Manhattan i als petits barris xinesos nous de Brooklyn a Bensonhurst i Homecrest. La recentment emergida part oriental del Little Fuzhou del barri xinès de Manhattan i el gran barri xinès principal de Brooklyn a Sunset Park i als voltants estan poblades majoritàriament per parlants de Fuzhounese, que sovint també parlen mandarí. Els enclavaments cantonès i fuzhounese a la ciutat de Nova York són més de classe treballadora. Tanmateix, a causa de la ràpida gentrificació del barri xinès de Manhattan i amb les poblacions cantoneses i de Fuzhou de Nova York que ara es desplacen cada vegada més a altres enclavaments xinesos als barris exteriors de Nova York, com Brooklyn i Queens, però principalment als barris xinès més nous de Brooklyn, la població de parla cantonès a Nova York Ara es concentra cada vegada més a Little Hong Kong/Guangdong de Bensonhurst i al Little Hong Kong/Guangdong de Homecrest. La població de Fuzhou de Nova York s'està concentrant cada cop més al Sunset Park de Brooklyn, també conegut com a Little Fuzhou, la qual cosa fa que els enclavaments cantonesos i de Fuzhou creixents de la ciutat es distingeixin i aïllen cada cop més entre ells i d'altres enclavaments xinesos de Queens. El barri xinès de Flushing, que ara és el barri xinès més gran de la ciutat, i el barri xinès més petit d'Elmhurst a Queens són molt diversos, amb un gran nombre de parlants de mandarí de diferents regions de la Xina i Taiwan. El barri xinès de Queens constitueixen el principal centre cultural per a la població xinesa de la ciutat de Nova York i són de classe més mitjana.
Al nord de Califòrnia, especialment a l'àrea de la badia de San Francisco, el cantonès ha dominat històricament i continua dominant als barris xinesos de San Francisco i Oakland, així com als suburbis circumdants i l'àrea metropolitana, tot i que des de finals de la dècada de 2000 s'ha format una concentració de parlants de mandarí. Silicon Valley, en canvi, el sud de Califòrnia acull una població de parla mandarí molt més gran, amb el cantonès que es troba a comunitats xineses més històriques com la de Chinatown, Los Angeles i etnoburbs xinesos més antics com San Gabriel, Rosemead i Temple City. El mandarí predomina en bona part dels enclavaments emergents xinesos americans a l'est del comtat de Los Angeles i altres àrees de la regió metropolitana.
Tot i que una sèrie d'immigrants taiwanesos més consolidats han après el cantonès per fomentar les relacions amb la població xinesa nord-americana tradicional de parla cantonesa, les arribades més recents i el nombre més gran d'immigrants de la Xina continental han continuat utilitzant el mandarí com a varietat exclusiva de xinès. Això ha provocat una discriminació lingüística que també ha contribuït als conflictes socials entre les dues parts, amb un nombre creixent de xinesos americans (inclosos els xinesos nascuts als Estats Units) d'origen cantonés que defensen la històrica cultura xinesoamericana contra els impactes de l'augment del mandarí. parlant dels nouvinguts.

## Paper cultural
Davant els nombrosos dialectes que de vegades són mútuament inintel·ligibles, des de l'any 1909, s'ha promogut oficialment el mandarí estàndard per a l'ensenyament, mitjans de comunicació i comunicacions oficials, algunes televisions i emissores de ràdio de la zona emeten en cantonès. A Hong Kong i Macau predomina el cantonès. Tenen una música popular anomenada Cantopop. Els músics que parlen mandarí fan versions en cantonès de les seves cançons.

## Fonologia
La pronunciació estàndard és, de facto, la de la ciutat de Canton.

## Cantonès escrit
Es fan servir els caràcters xinesos tradicionals amb alguns d'extres.

## Romanització
El sistema cantonès de romanització està basat en l'accent de Canton i Hong Kong. Els principals sistemes són els Barnett–Chao, Meyer–Wempe, el governamental Guangdong, el de Yale (que és el més popular a occident) i el Jyutping.